# Kirstin Freye
| Posities op de WTA-ranglijst Positie per einde seizoen: \| jaar \| rang enkelspel \| rang dubbelspel \| \| ---- \| -------------- \| --------------- \| \| 1990 \| 553 \| 591 \| \| 1991 \| 269 \| 306 \| \| 1992 \| 289 \| 345 \| \| 1993 \| 199 \| 277 \| \| 1994 \| 321 \| 203 \| \| 1995 \| 346 \| 162 \| \| 1996 \| 276 \| 125 \| \| 1997 \| 289 \| 118 \| \| 1998 \| 379 \| 104 \| \| 1999 \| 372 \| 154 \| \| 2000 \| 310 \| 144 \| \| 2001 \| 466 \| 131 \| \| 2002 \| 537 \| 115 \| \| 2003 \| 646 \| 124 \| |                |                 |
| jaar | rang enkelspel | rang dubbelspel |
| 1990 | 553            | 591             |
| 1991 | 269            | 306             |
| 1992 | 289            | 345             |
| 1993 | 199            | 277             |
| 1994 | 321            | 203             |
| 1995 | 346            | 162             |
| 1996 | 276            | 125             |
| 1997 | 289            | 118             |
| 1998 | 379            | 104             |
| 1999 | 372            | 154             |
| 2000 | 310            | 144             |
| 2001 | 466            | 131             |
| 2002 | 537            | 115             |
| 2003 | 646            | 124             |

Kirstin Freye (Herford, 29 mei 1975) is een voormalig tennisspeelster uit Duitsland. Freye was actief in het proftennis van 1990 tot in 2006.

## Loopbaan

### Junioren
In 1991 maakte Freye deel uit van het Duitse team voor de junior-Fed Cup, samen met Marketa Kochta en Heike Rusch – zij gingen met de beker naar huis, door in de finale de meisjes uit Paraguay te verslaan. In 1992 werd Freye nationaal jeugdkampioen, zowel in het enkel- als in het dubbelspel – in dat jaar werd zij tevens winnares van de junior Europa Cup.

### Enkelspel
Freye debuteerde in 1990 op het ITF-toernooi van Milaan (Italië). Zij stond in 1993 voor het eerst in een finale, op het ITF-toernooi van Asjkelon (Israël) – zij verloor van de Israëlische Yael Segal. In het verdere verloop van haar enkelspelcarrière bereikte zij nog tweemaal een ITF-finale, maar zij greep steeds naast de titel.
In 1993 kwalificeerde Freye zich voor het eerst voor een WTA-hoofdtoernooi, op het toernooi van Parijs. Op de WTA-toernooien kwam zij in de hoofdtabel nooit verder dan de eerste ronde.
Haar hoogste notering op de WTA-ranglijst is de 198e plaats, die zij bereikte in november 1993.

### Dubbelspel
Freye behaalde in het dubbelspel betere resultaten dan in het enkelspel. Zij debuteerde in 1989 op het ITF-toernooi van Paderborn (Duitsland), samen met haar 5½ jaar oudere zuster Sylvia Freye. Zij stond in 1990 voor het eerst in een finale, op het ITF-toernooi van Ljusdal (Zweden), samen met landgenote Stefanie Rehmke – hier veroverde zij haar eerste titel, door het duo Cora Linneman en Eva Lena Olsson te verslaan. In totaal won zij 22 ITF-titels, de laatste in 2002 in Darmstadt (Duitsland). Vier van deze titels won zij samen met de Nederlandse Seda Noorlander.
In 1993 speelde Freye voor het eerst op een WTA-hoofdtoernooi, op het toernooi van Kitzbühel, samen met de Kroatische Maja Palaveršić. Haar beste resultaat op de WTA-toernooien is het bereiken van de halve finale, op het WTA-toernooi van Québec 2002, samen met landgenote Angelika Rösch.
Haar beste resultaat op de grandslamtoernooien is het bereiken van de derde ronde, op het Australian Open 2003, samen met de Joegoslavische Dragana Zarić. Hierdoor bereikte zij haar hoogste notering op de WTA-ranglijst: de 88e plaats, op 27 januari 2003.

## Palmares

### Gewonnen ITF-toernooien enkelspel
geen

### Gewonnen ITF-toernooien dubbelspel
| nr. | finale     | toernooi       | dotatie | ondergrond    | partner            | tegenstandsters in finale                  | score         |
| --- | ---------- | -------------- | ------- | ------------- | ------------------ | ------------------------------------------ | ------------- |
| 1.  | 1990-12-02 | Ljusdal        | $10.000 | hardcourt (i) | Stefanie Rehmke    | Cora Linneman Eva Lena Olsson              | 6-1, 7-5      |
| 2.  | 1995-07-16 | Vigo           | $25.000 | gravel        | Andreea Ehritt     | Estefanía Bottini Gala León García         | 2-6, 6-3, 6-3 |
| 3.  | 1995-10-29 | Poitiers       | $25.000 | hardcourt (i) | Seda Noorlander    | Kim de Weille Nathalie Thijssen            | 6-4, 6-4      |
| 4.  | 1996-07-28 | Buenos Aires   | $25.000 | gravel        | Caroline Schneider | María Fernanda Landa Larissa Schaerer      | 7-6, 6-4      |
| 5.  | 1996-10-06 | Lleida         | $25.000 | gravel        | Barbara Schwartz   | Amanda Hopmans Patty Van Acker             | 6-2, 6-1      |
| 6.  | 1996-11-10 | Ramat Hasjaron | $25.000 | hardcourt     | Seda Noorlander    | Anique Snijders Noëlle van Lottum          | 6-2, 7-5      |
| 7.  | 1997-07-13 | Puchheim       | $25.000 | gravel        | Noëlle van Lottum  | María Fernanda Landa Seda Noorlander       | 6-1, 6-2      |
| 8.  | 1997-11-02 | Ramat Hasjaron | $25.000 | hardcourt     | Hila Rosen         | Petra Rampre Katarina Srebotnik            | 6-1, 6-1      |
| 9.  | 1997-12-21 | Cascais        | $10.000 | tapijt (i)    | Anna Żarska        | Angelika Bachmann Magda Mihalache          | 6-7, 6-0, 6-4 |
| 10. | 1998-02-14 | Birmingham     | $10.000 | hardcourt (i) | Jean Okada         | Henriëtte van Aalderen Andrea van den Hurk | 6-4, 6-4      |
| 11. | 1998-03-15 | Biel           | $25.000 | hardcourt (i) | Noëlle van Lottum  | Nancy Feber Tina Križan                    | 6-3, 3-6, 7-6 |
| 12. | 1998-06-21 | Biel           | $10.000 | gravel        | Jean Okada         | Laura Bao Samantha Schöffel                | 6-0, 6-7, 6-1 |
| 13. | 1998-07-26 | Dublin         | $25.000 | hardcourt     | Alicia Ortuño      | Lisa McShea Trudi Musgrave                 | walk-over     |
| 14. | 1998-10-18 | Seoel          | $25.000 | hardcourt     | Shinobu Asagoe     | Catherine Barclay Choi Young-ja            | 6-2, 7-6      |
| 15. | 1999-06-20 | Istanbul       | $25.000 | hardcourt     | Giulia Casoni      | Andrea Šebová Magdelena Zdenovcová         | 6-3, 6-3      |
| 16. | 2000-05-28 | Biella         | $10.000 | gravel        | Adrienn Hegedűs    | Eva Fislová Zuzana Hejdová                 | 6-2, 6-4      |
| 17. | 2000-09-30 | Santa Clara    | $75.000 | hardcourt     | Seda Noorlander    | Dawn Buth Petra Rampre                     | 6-1, 6-4      |
| 18. | 2001-06-24 | Lenzerheide    | $25.000 | gravel        | Zuzana Váleková    | Erica Krauth Vanesa Krauth                 | 3-6, 6-3, 6-2 |
| 19. | 2001-07-29 | Les Contamines | $25.000 | hardcourt     | Anousjka van Exel  | Caroline Dhenin Rochelle Rosenfield        | 6-3, 6-2      |
| 20. | 2002-02-02 | Belfort        | $10.000 | hardcourt (i) | Syna Schmidle      | Marina Caiazzo Sophie Lefèvre              | 7-6, 6-4      |
| 21. | 2002-04-06 | Dubai          | $75.000 | hardcourt     | Seda Noorlander    | Bahia Mouhtassine Angelique Widjaja        | 6-2, 6-4      |
| 22. | 2002-07-14 | Darmstadt      | $25.000 | gravel        | Andrea Glass       | Eva Birnerová Dominika Luzarová            | 7-5, 6-2      |

## Resultaten grandslamtoernooien
| Legenda | Legenda                          |
| ------- | -------------------------------- |
| g.t.    | geen toernooi gehouden           |
| l.c.    | lagere categorie                 |
| –       | niet deelgenomen                 |
| G       | uitgeschakeld in de groepsfase   |
| 1R      | uitgeschakeld in de eerste ronde |
| 2R      | uitgeschakeld in de tweede ronde |
| 3R      | uitgeschakeld in de derde ronde  |
| 4R      | uitgeschakeld in de vierde ronde |
| KF      | uitgeschakeld in de kwartfinale  |
| HF      | uitgeschakeld in de halve finale |
| F       | de finale verloren               |
| W       | het toernooi gewonnen            |
| w-v     | winst/verlies-balans             |

### Enkelspel
geen deelname

### Vrouwendubbelspel
| toernooi        | 1997 | 1998 | 1999 |    | 2001 | 2002 | 2003 |
| --------------- | ---- | ---- | ---- | -- | ---- | ---- | ---- |
| Australian Open | 1R   | –    | –    | –  | –    | 3R   |      |
| Roland Garros   | 1R   | 1R   | 1R   | 2R | 1R   | 1R   |      |
| Wimbledon       | 2R   | 1R   | 1R   | –  | 1R   | 1R   |      |
| US Open         | 1R   | 1R   | –    | –  | –    | 1R   |      |